# Base Capitão Arturo Prat

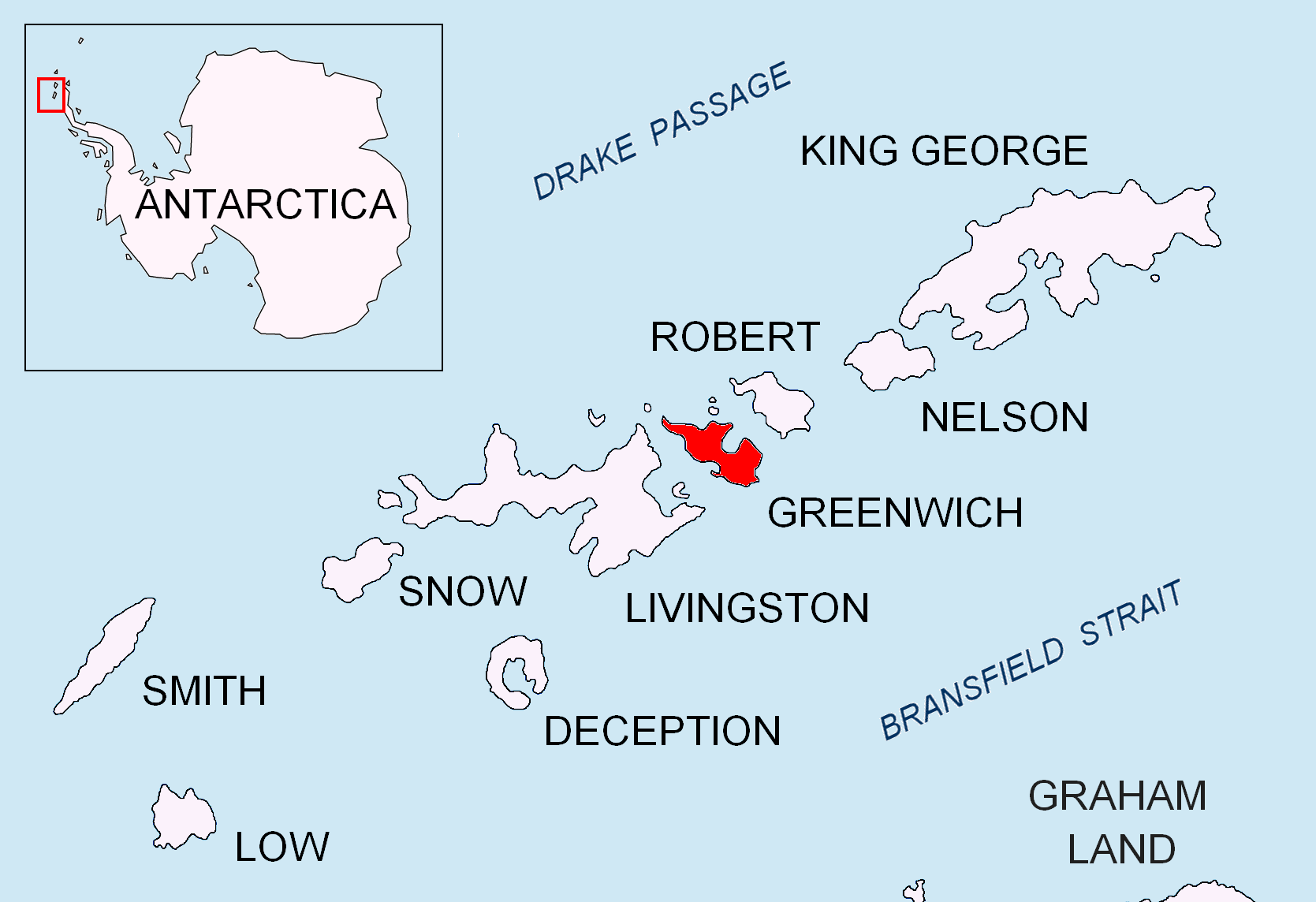
Localização da Ilha Greenwich nas Ilhas Shetland do Sul.

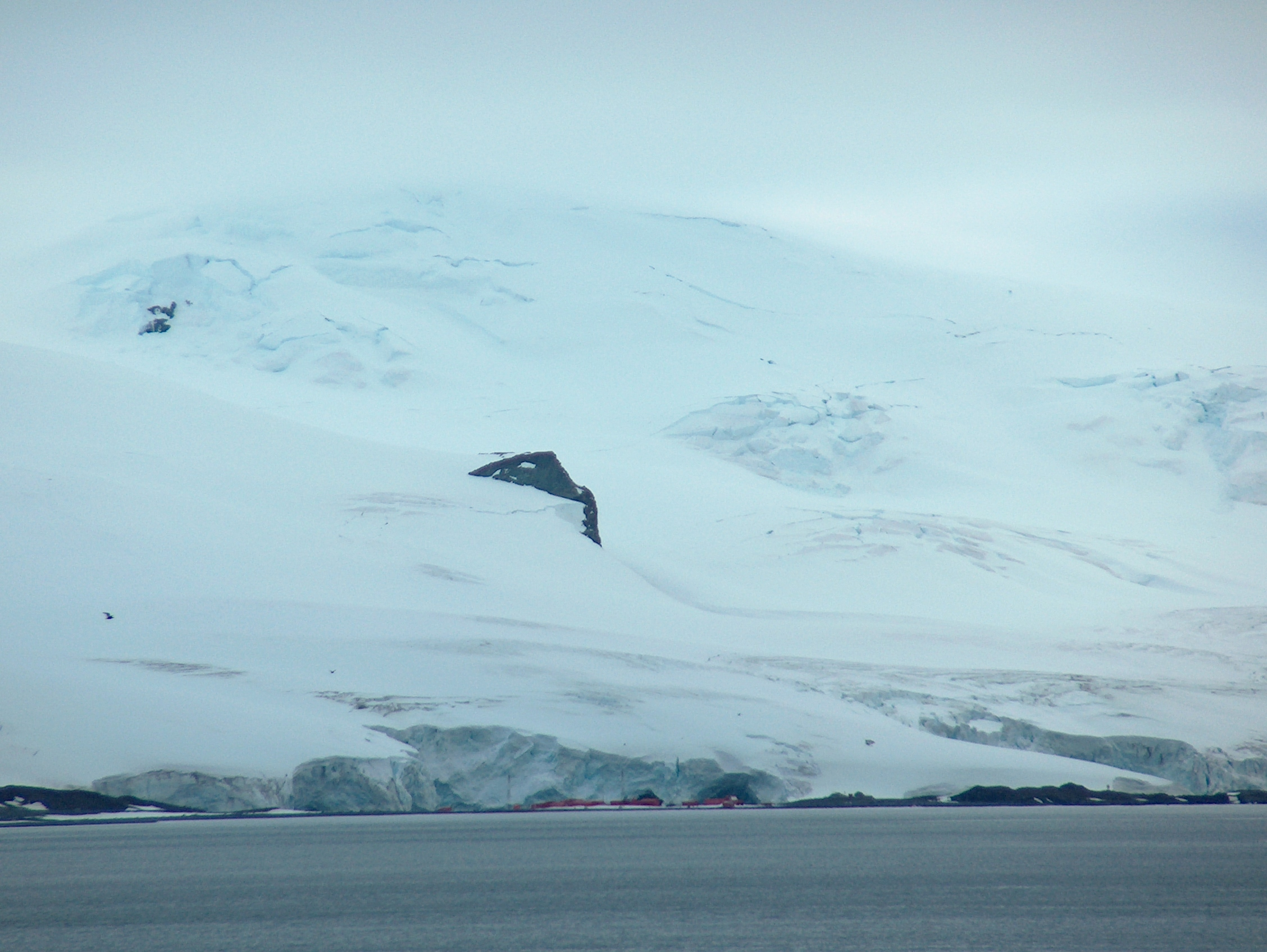
Base Arturo Prat vista do Estreito Inglês, com o Pico Rousseau e a Geleira Fuerza Aérea ao fundo.

Base Capitão Arturo Prat é uma base de pesquisa da Antártida Chilena localizada na Enseada de Iquique, Ilha Greenwich nas Ilhas Shetland do Sul, Antártida.
Aberta em 6 de fevereiro de 1947, é a mais antiga estação antártica chilena. Até 1 de março de 2006 foi uma base da Marinha chilena, data na qual foi dado o controle para o governo regional da Região de Magalhães e Antártica Chilena. Até fevereiro de 2004, tinha sido uma base permanente. Depois disso, serviu como base de verão para pesquisa ionosférica e meteorológica. Têm existido planos de reabrir a estação para ocupação permanente a começar de março de 2008. A base recebeu o nome de Capitão Arturo Prat, um oficial naval chileno.

## Mapas
- L.L. Ivanov et al. Antarctica: Livingston Island and Greenwich Island, South Shetland Islands. Scale 1:100000 topographic map. Sofia: Antarctic Place-names Commission of Bulgaria, 2005.
- L.L. Ivanov. Antarctica: Livingston Island and Greenwich, Robert, Snow and Smith Islands. Scale 1:120000 topographic map.  Troyan: Manfred Wörner Foundation, 2009.  ISBN 978-954-92032-6-4